# Black Diamond
För andra betydelser, se Black Diamond (olika betydelser).
Black Diamond är en låt av Kiss från debutalbumet Kiss 1974. Låten är skriven av Paul Stanley.
Paul Stanley skrev hela "Black Diamond" men sjunger endast introt. Introt är lugnt med endast en akustisk gitarr och sång. Låten blir sedan mera rockig och då är det Peter Criss som sjunger. Genom åren har även Eric Carr och Eric Singer sjungit "Black Diamond". Låten innehåller en rad gitarrsolon och avslutas med ett gitarrsolo och ett fade out-solo.